# Clostridium perfringens α-Toxin
Clostridium perfringens α-Toxin ist ein Enzym aus der Gruppe der Phospholipasen von Clostridium perfringens und ein mikrobielles Exotoxin.

## Eigenschaften
Das α-Toxin von C. perfringens ist eine Phospholipase C und bindet Zinkionen. Es ist der Haupt-Virulenzfaktor von C. perfringens. Es wirkt bei Eukaryoten als Hämolysin. Als Phospholipase C hydrolysiert es Phosphatidylcholin und Sphingomyelin, wodurch es zur Lyse der Zellmembran kommt. Das freigesetzte Diacylglycerol wirkt als sekundärer Botenstoff und aktiviert den Arachidonsäure-Signalweg und die Proteinkinase C, wodurch in Folge weitere Phospholipasen aktiviert werden und die Zellmembran weiter abgebaut wird. Der N-terminale Bereich der Aminosäuren 1–250 enthält die Enzymaktivität, während der C-terminale Bereich der Aminosäuren 251–370 die Bindung an die Zellmembran vermittelt. α-Toxin ist strukturell mit den Phospholipasen aus Bacillus cereus, Clostridium bifermentans und Listeria monocytogenes verwandt. Der C-terminale Bereich ist zudem entfernter mit der pankreatischen Lipase, der Sojabohnen-Lipoxygenase und Synaptotagmin I verwandt.
Die Phospholipase C katalysiert folgende Reaktion:
Phosphatidylcholin + H2O → 1,2-Diacyl-sn-glycerol + Phosphocholin

## Anwendungen
Clostridium perfringens α-Toxin wird als Antigen in Impfstoffen gegen Infektionen mit C. perfringens untersucht.